# Верхній Баскунчак
Верхній Баскунчак — селище міського типу в Ахтубінському районі Астраханської області Росії, адміністративний центр муніципального утворення «Селище Верхній Баскунчак».
Населення, в основному, казахи. В населеному пункті є казахське кладовище. Для кожної могили споруджується огорожа, а деколи і мавзолеї — данина традиціям (лише матеріали тепер сучасні).
Клімат різко континентальний, посушливий, з великими добовими і сезонними коливаннями температур.
Уродженцем Верхнього Баскунчака є Будников Олександр Гаврилович (1914—1982) — заслужений діяч мистецтв УРСР, професор Київського художнього інституту.